# Citadel van 's-Hertogenbosch
De Citadel in 's-Hertogenbosch is een voormalig fort gelegen aan de Citadellaan, op loopafstand van de binnenstad van de stad. Dit fort werd aangelegd tussen 1637 en 1645.

## Geschiedenis
Op de plaats waar de Citadel werd aangelegd, stonden in de 14e en 15e eeuw huizen, evenals de Orthense Poort die op Bastion Orthenpoort stond. Hiervan zijn in 1983 resten gevonden bij archeologisch onderzoek. Deze poort stamt uit de periode tussen 1315 en 1350. Door de bouw van deze poort was de Brusselse Poort overbodig geworden. De Brusselse poort was in het centrum, ter hoogte wat nu de Geertruikerkhof is. De contouren van deze poort is in het plaveisel aangebracht.
De citadel was een fort met daarbij vijf punten in het bastion. De aanleg van het fort werd kort na de inname van de stad in 1629 gestart. Het fort kreeg de naam Fort Willem Maria, namen van twee van de kinderen van prins Frederik Hendrik van Oranje, die de stad had veroverd op de Spanjaarden.
Om het fort een vrij schootsveld te geven werd de wijk Ortheneind gesloopt, samen met de St.-Petrus en Pauluskerk. Het gebied waarvan de bebouwing tegen de vlakte ging, besloeg ongeveer 4 ha. Ook de noordelijke toegangsweg naar de stad ging voortaan via de Citadel lopen langs de noordelijke en de zuidelijke poort van het bouwwerk.
Het schootsveld wat hierdoor ontstond, ging De Plein heten. Dit gebied kon de gemeente pas weer opnieuw bebouwen, na de vestingwet in 1874. In 1876 startten de zusters van de 'orde Carolus Borromeus' uit Trier hier het Carolusziekenhuis. Ze werden dan ook genoemd de Duitse zusters van De Plein.

## Functies
Het fort had na de voltooiing twee functies. Het moest de stad verdedigen tegen eventuele aanvallen van de Spanjaarden, maar tegelijkertijd moest het ook de Bossche inwoners in de gaten houden. Het kreeg daarom de bijnaam papenbril. Het Staatse bewind was bang dat de inwoners van het katholieke 's-Hertogenbosch trouw bleven aan de Spaanse koning. In de periode dat de Citadel werd gebouwd, was het gezag van de Spaanse koning in het noorden van het land al aan het teruglopen, maar in het zuiden van het land had de koning nog veel gezag.
Rond 1789 werd aan het fort een kazernefunctie gegeven. Midden op het terrein werd een kazernegebouw gebouwd, dat in 1848 werd uitgebreid met vier vleugels. Dit gebouw met de daarbij behorende vleugels was bedoeld voor de manschappen. In de militaire periode vervulde de kazerne ook de functie van tribunaal en militaire gevangenis. In de Franse Periode zijn hier ook mensen geëxecuteerd.

## Sloop en huidige functie
Tussen 1823 en 1825 is de Zuid-Willemsvaart gegraven. De scheepvaart had veel last van de uitstekende punt die in de Zuid-Willemsvaart stak. Deze punt is in 1880 van de Citadel gesloopt. De vier militaire gebouwen zijn in 1984 gesloopt, toen de Citadel grondig werd gerenoveerd. De militaire functie had het immers al in de jaren ‘60 verloren. Het carrévormige gebouw, waar de vleugels aan werden gebouwd, is eveneens gesloopt, maar na aanleg van de kelders gereconstrueerd. Het doet nu dienst als Rijksarchief; het Brabants Historisch Informatie Centrum is hier gevestigd. De Citadel is eigendom van de Staat (Rijksgebouwendienst).

## Galerij

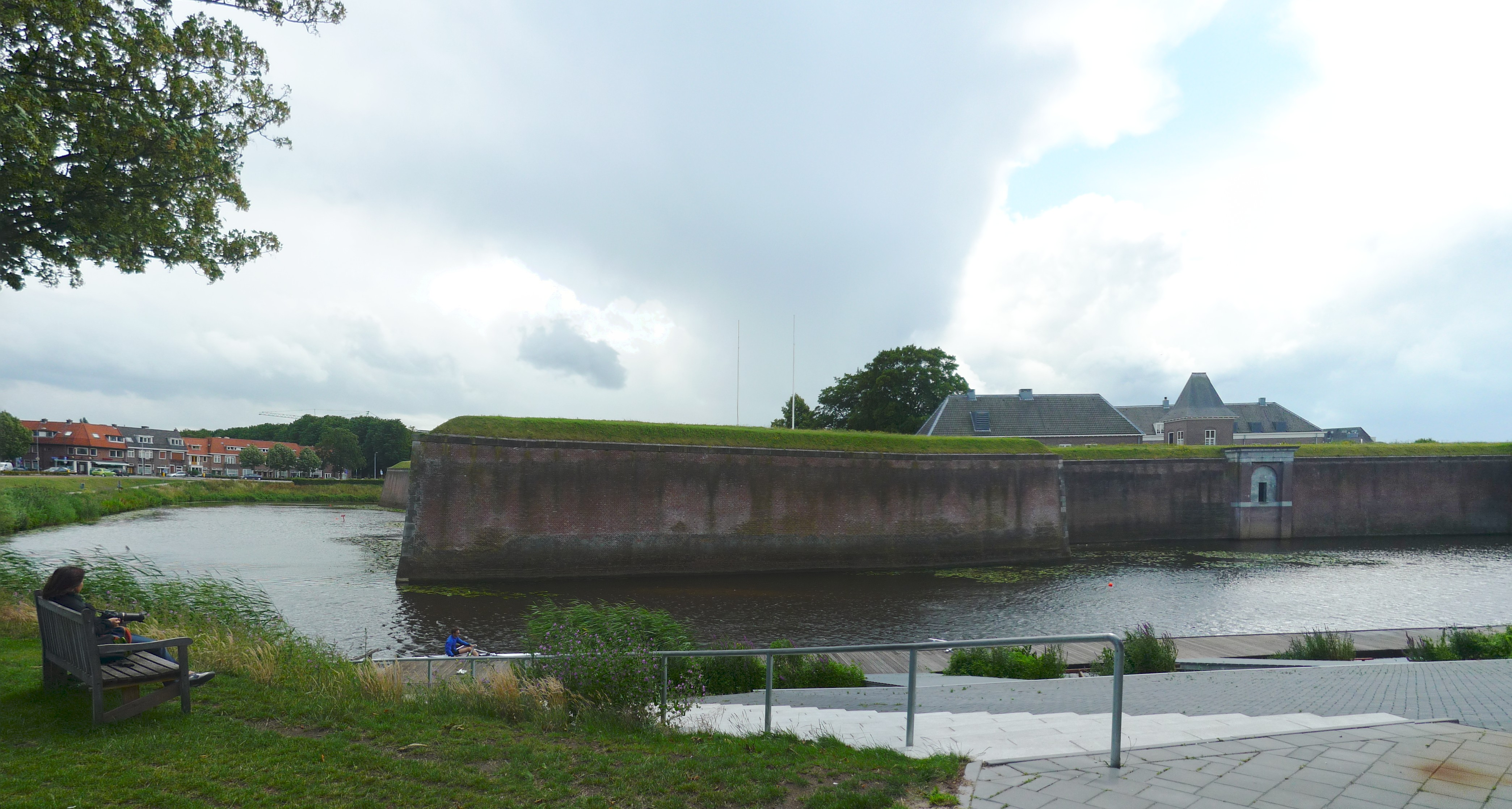
Gracht en wal rond de Citadel, met de gebouwen daarachter.
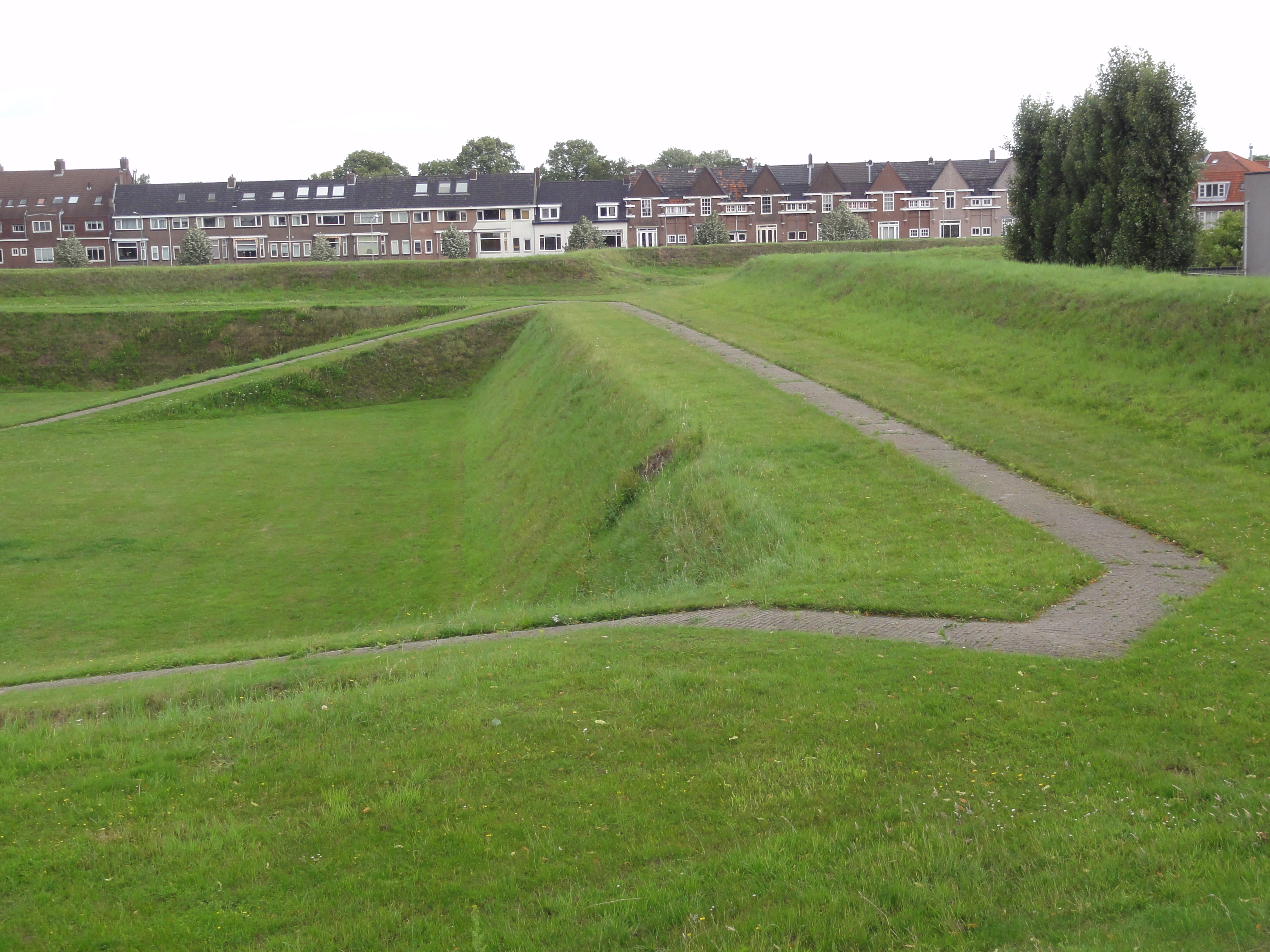
Noordoostelijk bastion van boven gezien
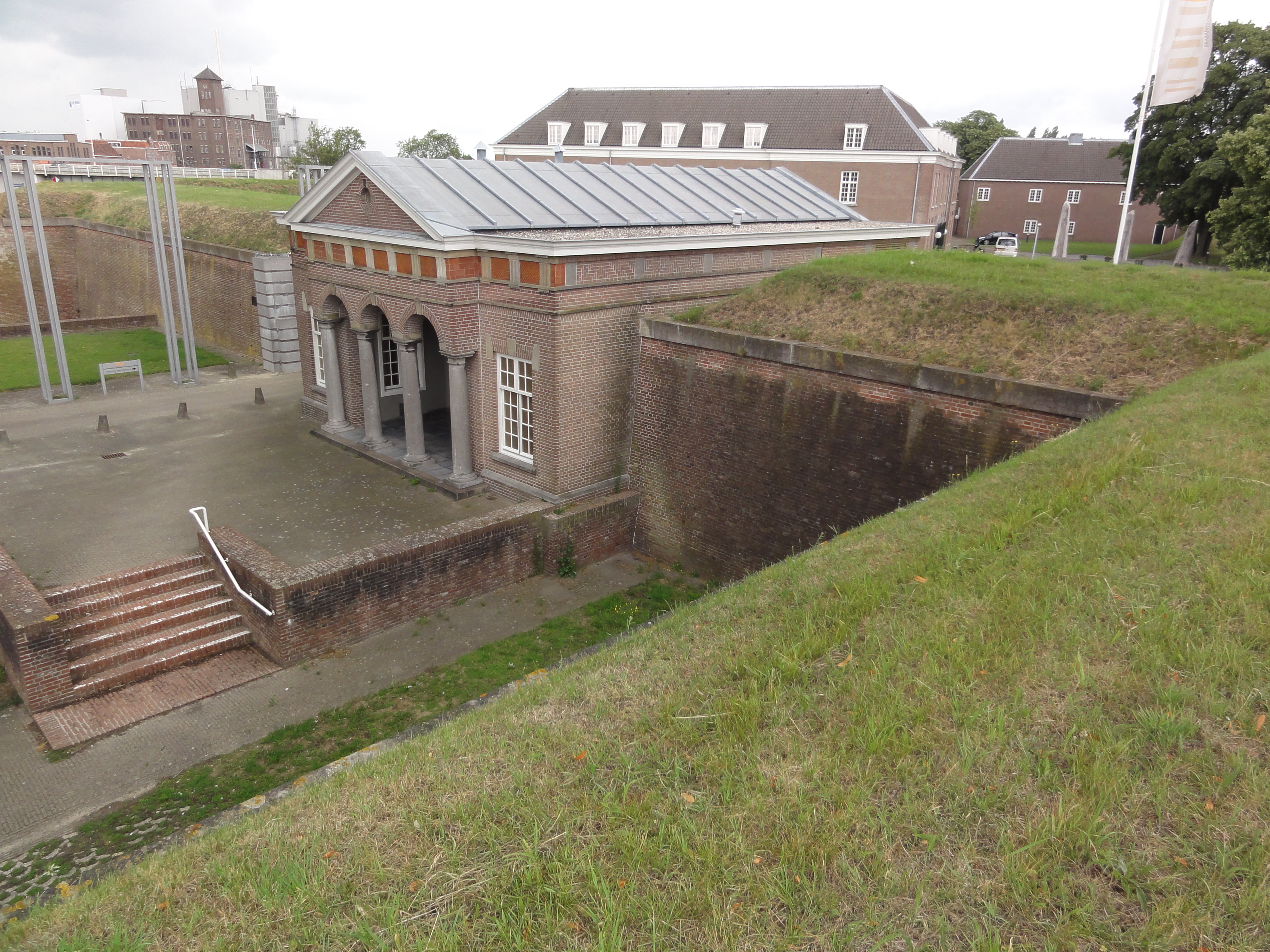
Citadel van 's-Hertogenbosch poortgebouw (op de achtergrond meelfabriek)
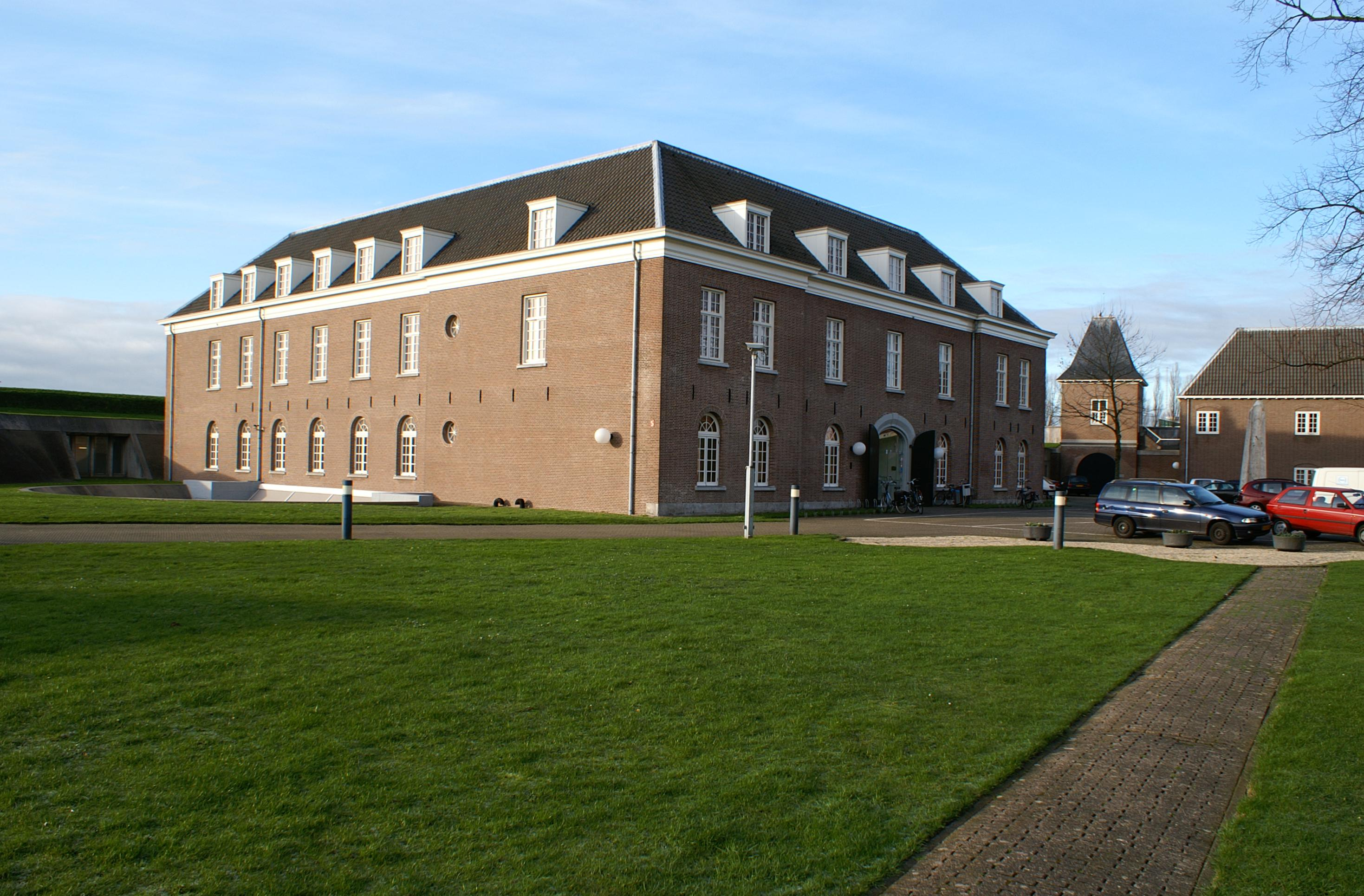
Hoofdgebouw
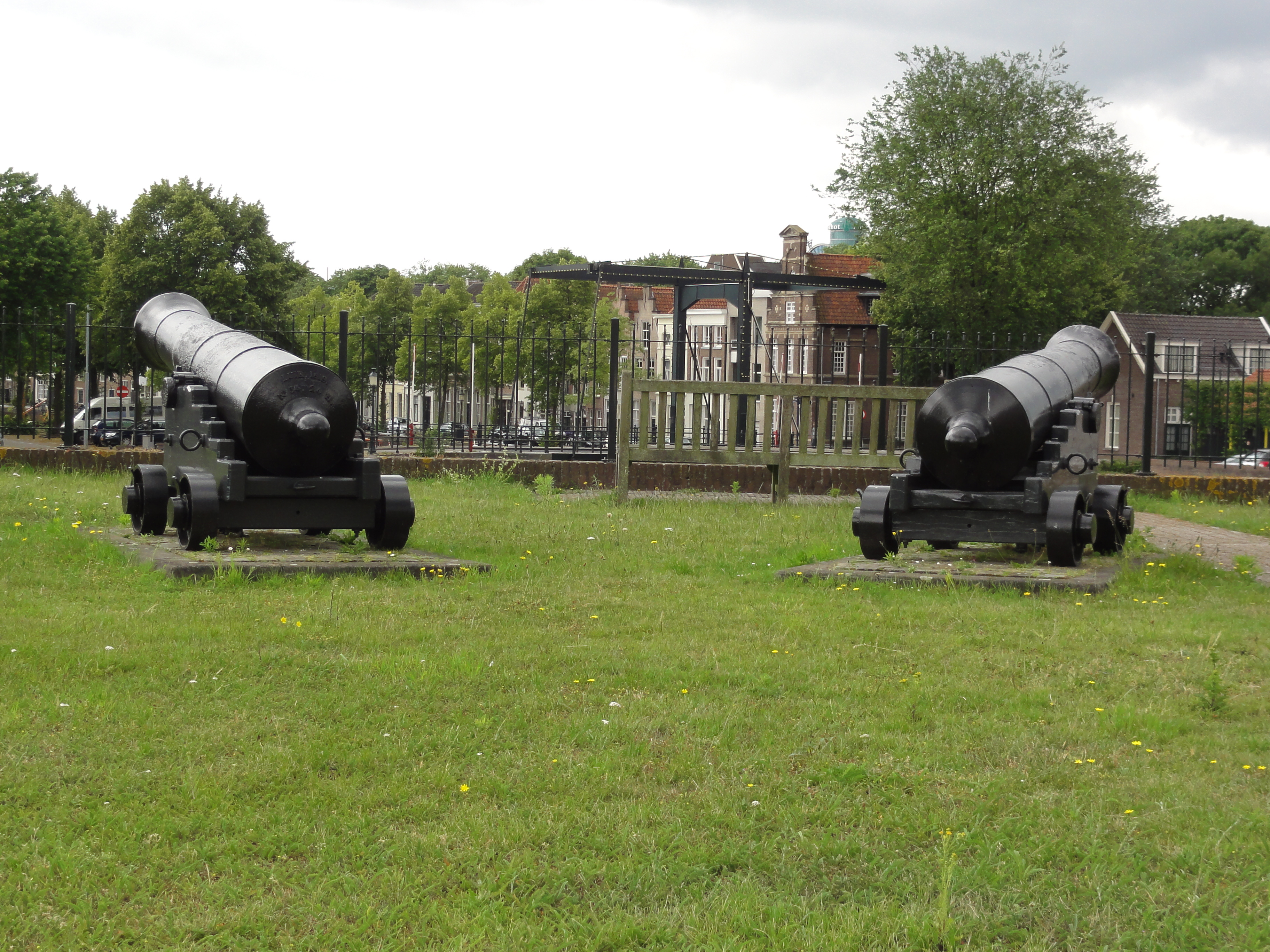